# 황새치자리 R
황새치자리 R(HD 29712)은 천구 남쪽 근처의 황새치자리에 있는 별로, 항성진화의 가장 마지막 단계에 있는 점근거성이다. 황새치자리 R은 눈으로 볼 때 황새치자리보다는 그물자리의 별로 보이기도 한다. 지구에서의 거리는 175~225광년이다.
황새치자리 R은 태양 다음으로 지구에서 볼 때 시지름이 큰 항성이다. 구체적인 값은 0.057 ± 0.005분이다. 여기에서 계산한 황새치자리 R의 실제 반지름은 태양의 320~420배로, 이는 화성의 궤도를 삼킬 수 있는 크기이다.
가시광선 영역에서 바라본 R의 겉보기 등급은 4.8~6.6등급으로 맨눈으로 겨우 볼 정도이다. 그러나 적외선 영역에서 바라본 R은 밤하늘에서 아주 밝은 별 중 하나이다. 점근거성이기에 질량은 태양과 거의 비슷한 수준이지만, 밝기는 태양의 5100~7900배에 이른다.
황새치자리 R은 태양의 약 80억년 뒤의 미래 모습이다.

## 참고 문헌
1. ↑  “The Biggest Star in the Sky”. European Southern Observatory. 1997년 3월 11일. 2008년 5월 21일에 원본 문서에서 보존된 문서. 2006년 9월 5일에 확인함.

## 같이 보기
- 반지름 순 별 목록